# ILife V7s Pro
iLife V7s Pro - робот-пылесос, выпускаемый китайской компанией Shenzhen ZhiYi Technologies Co. Ltd. (iLife). Представлен в 2017 году.

## Описание
Устройство имеет корпус круглой формы диаметром 370 мм и высотой 84 мм. В верхней части корпуса расположены индикатор и кнопки управления. В нижней части корпуса, под днищем девайса, находятся 2 ведущих колеса, датчик перепада высот (необходимый для предотвращения падения с лестницы) и ведомое колесо-ролик контрастного цвета (чёрный с белым). Сделано это для того, чтобы с помощью оптического датчика, расположенного под этим роликом, мог определять, движется ли он или встал на месте — последнее означает, что робот застрял под препятствием; в этом случае он отключается и подаёт аварийный сигнал.
Пылесос обладает функцией влажной уборки, благодаря чему особенно эффективен для уборки твёрдых покрытий (ламинат, паркет, линолеум). Кроме того, он использует систему построения карты, что позволяет ему обходить помещение по наиболее эффективному маршруту.

## Технические характеристики
- Объём пылесборника: 300 мл

- Объём резервуара для воды: 450 мл (вода) + 60 мл (мусор)

- Мощность всасывания: 400 ед.

- Оснащение: роторная щетка, одна метущая щётка, тряпка для влажной уборки

- Датчики: противоударные и предотвращения падений

- Навигация: система сканирования пространства

- Индикация: светодиод, звуковые сигналы

- Управление: пульт, приложение для смартфона

- Аккумулятор: 2600 мАч

- Автоподзарядка: да

- Вес: 3 кг